# 後藤邑子の超ラジ!
『Voice of A&G Digital 後藤邑子の超ラジ!』（ごとうゆうこのちょうラジ）は、超!A&G+で生放送されていたラジオ番組。パーソナリティは後藤邑子。

## 放送概要
パーソナリティ
- 後藤邑子

放送時間
- 2009年4月8日 - 5月3日

水曜日 19:30 - 21:00（リピート放送：木曜日 14:30 - 16:00、日曜日 13:00 - 14:30）
- 2009年5月10日 -9月30日

水曜日 19:30 - 21:00（リピート放送：木曜日 14:30 - 16:00、日曜日 14:30 - 16:00）
その他
- 番組の挨拶は「ちょりーっす」。これは『東京国際アニメフェア』でのイベント『超ラジ!TAF2009　Super Special』で決められた。ただし、後藤自身は当初、「ちょらーす」を使うつもりであったのをイベントの企画（三瓶由布子）によって「ちょりーっす」に決定した。
- 「週刊プンデレニュース」をはじめ、各コーナーで「ざけんな」など後藤の様々な声がSEとして使われている。これは同じ水曜日放送の『三瓶由布子の超ラジ!Girls』も同様。
- 各週の放送終了後、後藤自身が番組ブログを更新する。時には、番組ブログの更新頻度（週に1度）が自身のブログの更新頻度を超えてしまうこともある。

## コーナー
フリートーク&メール紹介
その週のメールテーマは事前に番組ブログで発表され、番組のオープニングでも告げられる。
ふつおたも含めたメール紹介はオープニング及びその直後、エンディング及びその手前の他、「週刊プンデレニュース」と「ザ・趣味レーター」の間でも行われる。
オープニング後のフリートークでは後藤にその一週間で起こった出来事などについても話される。
週刊プンデレニュース
その一週間に社会で起こった様々なニュース（芸能・A&G関連や面白ニュース的なものが多い）を後藤が独自の視点から斬っていく。怒りの度合いにより「プンプン」「デレデレ」「ブチブチ」の3段階でコメントを付ける、ということになっているが、この段階付け自体にあまり深い意味はない。
ザ・趣味レーター
毎週、趣味を1つずつ取り上げ、その趣味についての予備知識として基本情報を紹介した後、実際に体験した上で自分の新しい趣味に加えるか否かを後藤本人が判定する。ちなみに、コーナー名は「趣味をシミュレートする」ことに由来している。また、趣味に加えない場合、後藤は「しゅみません」と発言する。
番組終了までに後藤の新たな趣味に採用されたのはヨガ(ただし、「少しだけ」との事)、ボクササイズ、ウクレレ。
後藤邑子発掘オーディション
リスナーや超ラジ他曜日のパーソナリティなどからの様々な「無茶振り」リクエストに後藤が応えていく。
「後藤邑子の新たな一面を発見するための公開オーディション」という体の本コーナーにおいて、各リクエストはその審査課題、という位置付けであり、番組スタッフが課題ごとに合否を判定する。そして、最終的な成績が良い場合には「久保田の萬寿」（日本酒）が貰える…かもしれない。この久保田の萬寿は場合によっては趣味レーターの賞品にもなっていた。
成績が良ければ、という名目だったが、合格不合格の回数が並ぶ事が多かったため、後期の方の放送回では「何処がゴールなのかわからない」と後藤が度々言及しており、最終的には「第26回(最終回)にて合格がもらえれば久保田の萬寿を進呈」となった。
セピア色の音楽館
昭和のある1年をピックアップし、その年に起こった出来事や当時の流行、それらにまつわる後藤自身の思い出などを紹介した後、その年のヒット曲の中から1曲選んで流す。合言葉は「名曲はいつになっても名曲」。
第24回でコーナーが終了した。

## ゲスト
- #7（2009年5月20日） - 松来未祐（『超! mobile A&G presents 生放送!』放送直前に飛び入りで登場）
- #19（2009年8月12日） - 三瓶由布子（自らの公開生放送終了後、居残って後藤との対決企画に登場）
- #21（2009年8月26日） - 友永朱音（後藤の誕生日祝いのために呼ばれたシークレットゲスト。ちなみにオファーは前日に来たと発言している）
- #26（2009年9月30日） - 三瓶由布子（最終回ということでねぎらいの花束&プレゼントの勝負下着を持って登場）

## 番組のエピソード
- 2009年3月20日の『東京国際アニメフェア2009』文化放送ブースでおこなわれたイベント『超ラジ!TAF2009 Super Special』にて、新パーソナリティーとして後藤邑子が紹介され、番組名や詳細を発表。また、メールアドレスやコーナーなどが超ラジ!Girls水曜日パーソナリティーの三瓶由布子と2人で決められた。
- 初回放送時に後藤の印象についてリスナーに募集した結果、ベスト10は以下のようになった。
  - 1位「男前・漢（おとこ）」、2位「清楚（笑）」、3位「美人・美しい・かわいい」、4位「酒」、5位「姉御肌」、6位「バイク」、7位「絵が上手い」、8位「特攻服・怖い」、9位「面白い・陽気」、10位「フミヤ」
  - ちなみに、2位の「清楚」は自身のブログで、3位の「かわいい」は番組CMで、そう投稿するよう事前に求めていたものである。
- 第3回の「無茶振り」コーナーで、岩田光央に胸のサイズを問われ、Eカップであることを明らかにしたが、番組スタッフからは信用されていなかった。この事に関して後藤は「Eカップに夢を見過ぎ」と発言している。第21回ではゲストの友永朱音とスタイルの話題になった際、「お互いそれなりにしかならなかった」と発言している。また、後藤の「Eカップ」発言を受けてか、後藤が同じくパーソナリティを務めていた別ラジオでもリスナーから「後藤さんは巨乳らしいですが、本当ですか」という質問が来たが、同じくパーソナリティだった伊藤静は「そんなわけないだろ!」と即答した。この時も後藤は「巨乳と貧乳に分けるから、どちらでもないのが困る」と発言している。
- 第8回（2009年5月27日）生放送分のブログ記事が不注意でアップされず、翌週の第9回（2009年6月3日）生放送分ブログ記事のアップの際、第8回の生放送の写真も同時に載せていた。
- 第9回（2009年6月3日）の「無茶振り」コーナーで、リスナーからの貯金額の質問に対し、「5000万」とはっきり答えた。これは第8回の「無茶振り」で回答しかねる質問が来て答えられなかったため、「今回は全部の質問に答える」と決めていたことから。この後藤の発言に驚いたリスナーから「そんなに儲かるなら声優を目指してもいいでしょうか」と質問が来た際には「初年給は20万だった」と忠告しつつも声優を目指す事は歓迎していた。
- 第11回（2009年6月17日）の「ザ・趣味レーター」コーナーで、ボクササイズに挑戦した後藤が、勢いあまって（後藤に一発だけ自分を殴るよう指示した）構成作家を出血させる一幕があった。
- 第14回（2009年7月8日）では第13回で「全編名古屋弁でやってほしいというメールが5通以上来たら名古屋弁でラジオをやる」と後藤が言ったところ、50通以上来たため、全編後藤が名古屋弁で進行を行った。
- 第15回（2009年7月15日）では他の収録との兼ね合いで後藤が番組開始4分前にスタジオに到着した。この事は事前にスタッフに伝えられていたため、万が一後藤が間に合わなかった場合に備えて、三瓶由布子が『三瓶由布子の超ラジ!Girls』終了後もスタジオに残る事になっていた。後藤はこの時の心境を「走れメロスでセリヌンティウスを残したメロスのような気分だった」と語ったため、本ラジオでは三瓶の愛称が「セリヌンティウス」になった。
- 第18回（2009年8月5日）において『涼宮ハルヒの憂鬱』のエンディングテーマ「ハレ晴レユカイ」が流され、後藤自身も曲中、涼宮ハルヒの激奏などで披露したダンスを踊った。この際、「公開生放送でも踊ってほしい」というメールが来ており、第19回の公開生放送でも、後藤は「ハレ晴れユカイ」でダンスを披露した（この時、後藤は「前回はリハーサルのつもりだった」と発言した）。
- 第19回（2009年8月12日）の公開生放送の際に、観客にジングルを求めたが、結果ジングルになったのは「年齢考えろ」と「さすがゴトゥーザ様、ものが違うぜ」だった。さらに、その回の後藤の発言が第20回で多数ジングルとして使われた。
- 第21回（2009年8月26日）では2日後に誕生日を迎える後藤に対するサプライズとして後藤の親友である友永朱音がゲストとして出演した。同回では後藤の誕生日を祝うメールが多数寄せられたのだが、後藤の正確な年齢に触れるメールはなかったらしく、友永が「みんなわかってるんだね」と感心していた。なお、後藤と誕生日が同日である遠藤正明の誕生日を祝うメールが紛れていた。この回は後藤と友永のトークが長引いたため、「セピア色の音楽館」が中止となった。
- 第23回（2009年9月9日）の「週刊プンデレニュース」においてニュースの一つとして本ラジオが9月30日の第26回を以て終了する事が発表された。これは当初からの予定で、元々オファーがかかった際に後藤の10月以降のスケジュールが既に埋まっていたためで、当初後藤は断ろうとしたのだが、「半年だけでもいいから」と言われて引き受けたとのこと。
- 第25回（2009年9月23日）の「ザ・趣味レーター」のコーナーにおいて、投扇興に挑戦した後藤は偶然「松風」という技を成功させたが、この時「よりにもよって」と発言している（ただし、当時『真剣で私に恋しなさい!!』における松風の担当声優が後藤である事は発表されていなかった）。
- 最終回である第26回（2009年9月30日）、藤井フミヤから後藤へのねぎらいのメッセージが流された（ちなみに、この日は藤井のニューアルバム「F's シネマ」の発売日であり、そのプロモーションも兼ねていた）。また、番組終盤には三瓶由布子も花束とプレゼントの勝負下着を持って登場し、後藤をねぎらった。